# Казан-кулак
Казанкулак (каз. Қазанқұлақ) — является подразделением казахского рода Ногай-казах.
(Род Ногай-казахи состоят из четырех подразделений: уйсын, кояс, казанкулак и костанбалы).

## История
Подразделение Казанкулак (Қазанқұлақ) рода Ногай-казах относит себя к кыпчакскому (кыпшак) происхождению и занимает одно из ведущих мест в родоплеменной структуре рода Ногай-казах.
Кипчаки (кыпчаки) жили на огромной территории от озера Зайсан на Алтае до берегов Дуная (XI—XII вв.), в поздний период (после XV в.) жили в основном на территории современного Центрального Казахстана, на южных берегах Сырдарьи в её среднем и нижнем течении, на берегах Тобола и принимали активное участие в этногенезе казахов и ряда других тюркских народов (киргизов, татар, башкир и др.). По данным царской переписи, они селились в Кустанайском, Перовском, Павлодарском и Омском уездах.

## Родовой состав
Подроды:
- Мадай
- Демет
- Онат
- Бекбау

## Уран и тамга
Уран (родовой (боевой) клич) Ногай-казахов — «Оразакай».
Тамга (родовой символ) подразделения Казанкулак (Қазанқұлақ) рода Ногай-казах: II Екы кабырга

## Расселение
Подразделение Казанкулак (Қазанқұлақ) рода Ногай-казах, преимущественно проживают на территории Бокейординского (Хан Ордасы), Жанибековского района Западно-Казахстанской области, Атырауской области Республики Казахстан, а также Астраханской, Волгоградской и Саратовской области Российской Федерации.

## Известные представители
- Гиззатов, Вячеслав Хаменович — казахстанский государственный деятель, дипломат. В разные годы посол РК в Иране, Германии и Туркменистане. Подрод Казанкулак.
- Гайса-Гали Сейтак — казахский поэт, журналист, издатель. Подрод Казанкулак.